# Maximilien (opéra)

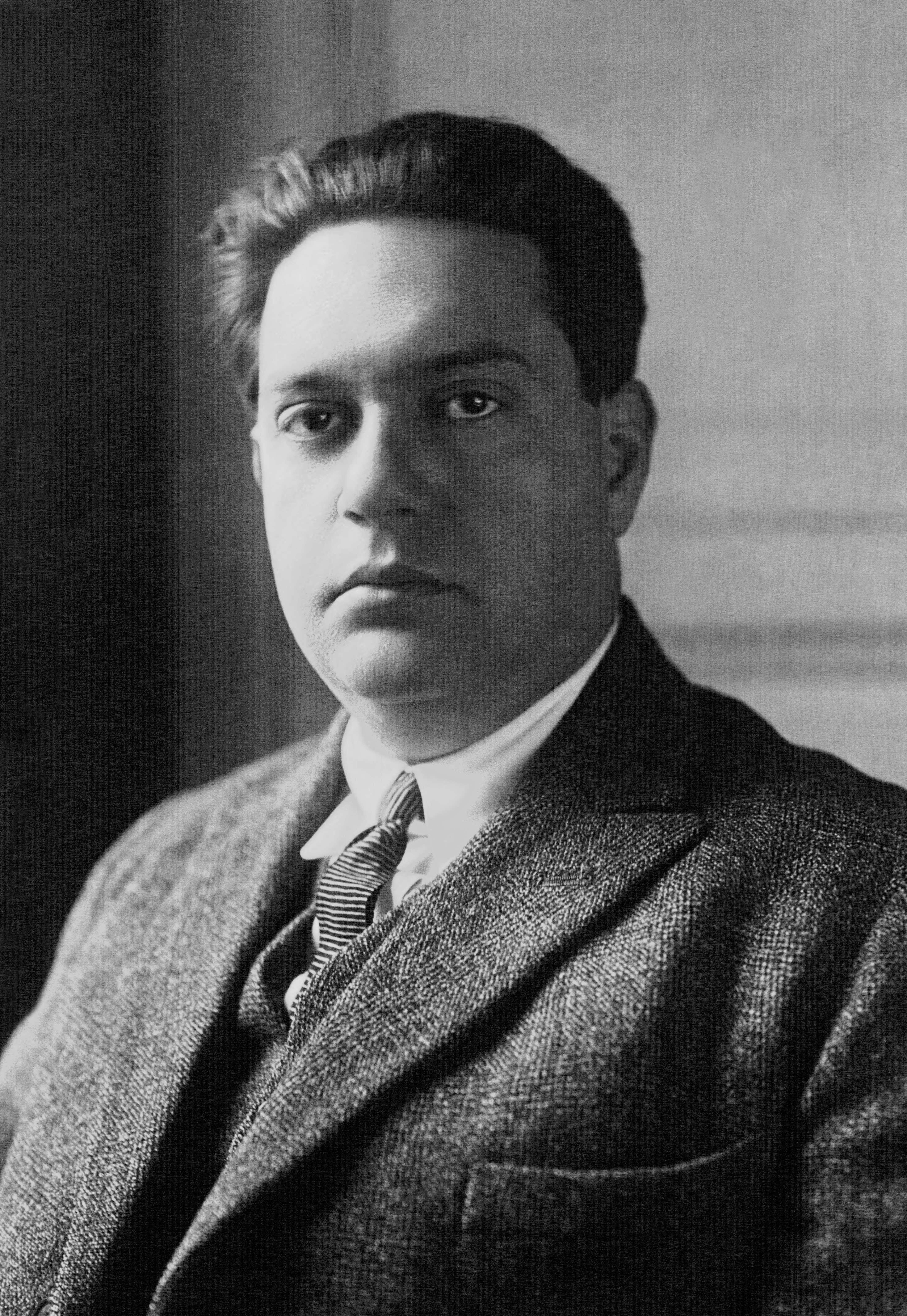
Darius Milhaud

Pour les articles homonymes, voir Maximilien.
Maximilien, op. 110 est un opéra en trois actes et neuf tableaux de Darius Milhaud composé en 1930 sur un livret de R.S. Hoffman d'après la pièce Juarez und Maximilian de Franz Werfel, datée de 1925 et traduite par Armand Lunel. L'œuvre a été composée du 15 juin au 14 octobre 1930 et orchestrée du 18 novembre de la même année, jusqu'au 28 janvier 1931. Elle est créée à l'Opéra de Paris le 5 janvier 1932, sous la direction de François Ruhlmann.

## Argument
En « trois actes et neuf tableaux, l'opéra évoque le destin malheureux de Maximilien d'Autriche, devenu empereur du Mexique en 1864. L'action, très nourrie, est sujette à de nombreuses fluctuations ; on est loin de la règle des trois unités qu'avait adoptée la tragédie classique. Le dernier tableau a pour décor la place de la cathédrale à Querétaro en 1867 après l'exécution de Maximilien, au moment où Juárez fait une entrée triomphale dans la ville délivrée, tandis qu'éclate l'hymne national mexicain ».

## Réception
Antoine Goléa défend cette « autre œuvre capitale de Milhaud », après Christophe Colomb, « massacrée en 1932 à Paris par la critique, et qui devait attendre quarante ans pour qu'une audition en concert public, à la radio, sous la direction de Manuel Rosenthal, récoltât un triomphe public et fît crier au chef-d'œuvre les successeurs des massacreurs de 1932. C'est en vérité un chef-d'œuvre, âpre, violent, hautement dramatique, avec de sombres reflets de tragédie baroque ».

## Enregistrement
- Maximilien - Jacques Doucet (Maximilien) ; Pierre Germain (Conseiller Herzfeld) ; Jacqueline Brumaire (Charlotte) ; Denise Scharley (La Princesse) ; Jean Mollien (Porfiro Diaz), Jean Giraudeau (Colonel Lopez), Lucien Lovano, Chorale Yvonne Gouverné ; Orchestre des concerts Colonne, dir. Manuel Rosenthal (1963, RTF/Forlane FOR 17012)[3] (OCLC 908432397)